# کیم یه-وون (خواننده)
کیم یه-وون (به انگلیسی: Kim Ye-won)(زاده ۱۵ دسامبر ۱۹۸۹) خواننده، بازیگر کره‌ای است.